# トンドゥプ・ワンチェン
トンドゥプ・ワンチェン（Dhondup Wangchen, དོན་གྲུབ་དབང་ཆེན་, Wylie: don grub dbang chen 1974年 - ）は、チベットの人物で、記録映像“Leaving Fear Behind”の製作者。2008年3月に青海省西寧市で中国政府に逮捕され、2008年12月に「分離主義を扇動」した罪で6年の懲役刑を宣告された。
※ドンドゥップ・ワンチェン、ドゥンドゥップ・ワンチェンとも表記される。

## 来歴
トンドゥプ・ワンチェンは1974年10月17日に、チベット北東部、アムドのBayen, Tsoshar（青海省海東市化隆回族自治県）で農民の家族に生まれ、正式な教育は受けていない。若くしてラサとインドへ旅行し、チベットへ帰郷後，チベットの現状を外の世界へ伝える事を固く決心する。
2007年10月から2008年3月にかけ、トンドゥプ・ワンチェンと助手のジグメ・ギャツオがチベット各地で極秘にインタビュー取材し、間もなく2人は3月23～26日に相次いで拘束された。2008年７月に“分裂主義を煽動した”罪と諜報活動の罪に問われて正式逮捕され、2009年12月に懲役6年の判決が下された。助手のジグメ・ギャツオは10月15日に仮釈放されたものの、厳しい監視下に置かれている。
チベット語で 「Jigdrel（ジグデル）－LEAVING FEAR BEHIND」というドキュメンタリー・フィルムは、チベットに住む100人以上のチベット人の生の声、たとえば北京オリンピックに対してどう感じているのか、置かれている政治的状況をどのように考えているのか、強制移住や中国政府による資源収奪の実態、教育・文化面での抑圧など、を極秘に取材し、取材したVTRを、ワンチェンの従兄弟であるスイス在住のギャルジョン・ツェトリンが編集をしたものである。 日本語および英語の字幕がつき、25分のネットムービーとして公開される。また世界30カ国でも上映されている。
チベット人団体と支援者たちは、トンドゥプ・ワンチェンの解放のためにネット署名を集めている。またSFT本部（Students for a Free TIBET HQ）および国境なき記者団（Reporters Without Borders ）のHPでも署名がおこなわれた。
2014年6月5日青海省省都西寧市の刑務所から釈放されたものの、監視下に置かれ自由な行動は制限されていた。
2017年12月25日、アメリカに亡命し、先に亡命していた家族らとサンフランシスコでの再開を果たした。
ドンドゥプ氏は、「今もチベットには、かつての自分と同じように罪もなく逮捕され行方不明のままの人がいる。自分は特別な存在ではない」と語っている。

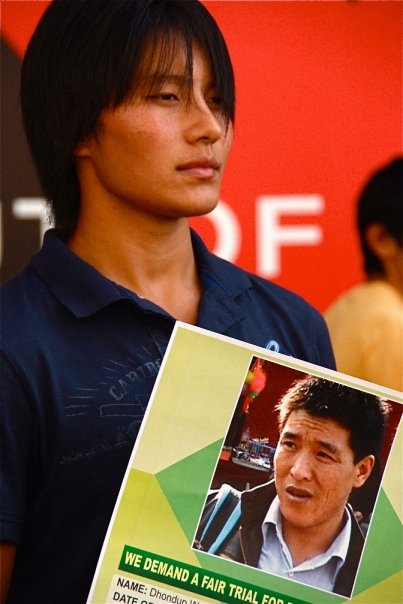
Manifestation à New York